# パルクシュタディオン
パルクシュタディオン (Parkstadion) は、ドイツのノルトライン＝ヴェストファーレン州ゲルゼンキルヒェンにあるスタジアム。収容人数は最大で62,109名。かつてはシャルケ04のホームスタジアムであった。

## 歴史
1973年に建設。1974 FIFAワールドカップでは5試合が行われた。UEFA欧州選手権1988でも西ドイツ対デンマークなど3試合を実施した。また、マイケル・ジャクソンのBad World TourとHIStory World Tourの会場としても使われていた。
2001年にアレーナ・アウフシャルケが完成したことにより、陸上競技などを中心に使われるようになった。